# Cliffortia strigosa
Cliffortia strigosa är en rosväxtart som beskrevs av August Henning Weimarck. Cliffortia strigosa ingår i släktet Cliffortia och familjen rosväxter. Inga underarter finns listade i Catalogue of Life.